# Кассель
Ка́ссель (нем. Kassel) — город в Германии (ФРГ), в земле Гессен, на реке Фульда.
Население — 200 736 человек.

## История
Первое упоминание о городе Хассела (Chassela) относится к 913 году по двум грамотам, выданным Франконским королём Конрадом Франконским. Название предположительно образовано от латинского словосочетания Castellum Cattorum, что переводится как «укрепление хаттов». В Раннем средневековье Хассала — укрепление при мосте через реку Фульда. Грамота 1189 года наделила Кассель правами города.
В 1567 году ландграфство Гессен со столицей в Марбурге было разделено между четырьмя сыновьями, в результате чего возникло немецкое государство Гессен-Кассель. Кассель стал его столицей и оплотом кальвинизма в Германских землях. Для защиты протестантов от нападения католиков были возведены массивные укрепления. В 1685 году Кассель стал убежищем 1700 гугенотов, которые обосновались в пригороде Обернойштадте. Ландграф Карл построил в городе дворцы Октогон и Оранжерея (1701—11).
В начале XIX века в Касселе жили братья Гримм, здесь они собирали свою коллекцию сказок. В 1803 году ландграфство повысило свой статус до княжества и курфюршества, но скоро Кассель был занят Наполеоном, а в 1807 году Кассель ненадолго стал столицей Вестфальского королевства, возглавляемого Жеромом Бонапартом (братом Наполеона). В 1813 году был захвачен внезапным нападением партизанского отряда Чернышева и вскоре восстановлен в статусе столицы княжества.
В результате Австро-прусской войны Кассель был занят Пруссией в 1866 году. Прусская администрация объединила несколько земель и организовала провинцию Гессен-Нассау. Через некоторое время Кассель стал значимым индустриальным городом и железнодорожным узлом.
В 1870 году, после поражения под Седаном, пленённый французский император Наполеон III был поселён победителями над городом в княжеской резиденции Вильгельмсхёэ. Здесь также проводил много времени кайзер Вильгельм II.
Во время Второй мировой войны Кассель являлся центром германского танкового производства. Ночью, с 22 по 23 октября 1943 года, 569 британских бомбардировщиков подвергли город, массированной бомбёжке, разрушив 90 % центра города; погибло около 10 000 человек, а 150 000 — остались без крова.
Американские войска вошли в Кассель 3 апреля 1945 года. После войны большинство старых зданий так и не было восстановлено. Центр города выстроен в современном стиле пятидесятых годов. Восстановить удалось лишь небольшое число старых зданий, в частности музей Фридерицианум.
После войны Кассель рассматривался как возможная столица Западной Германии, но в конечном счёте столицей был выбран Бонн.

## Достопримечательности

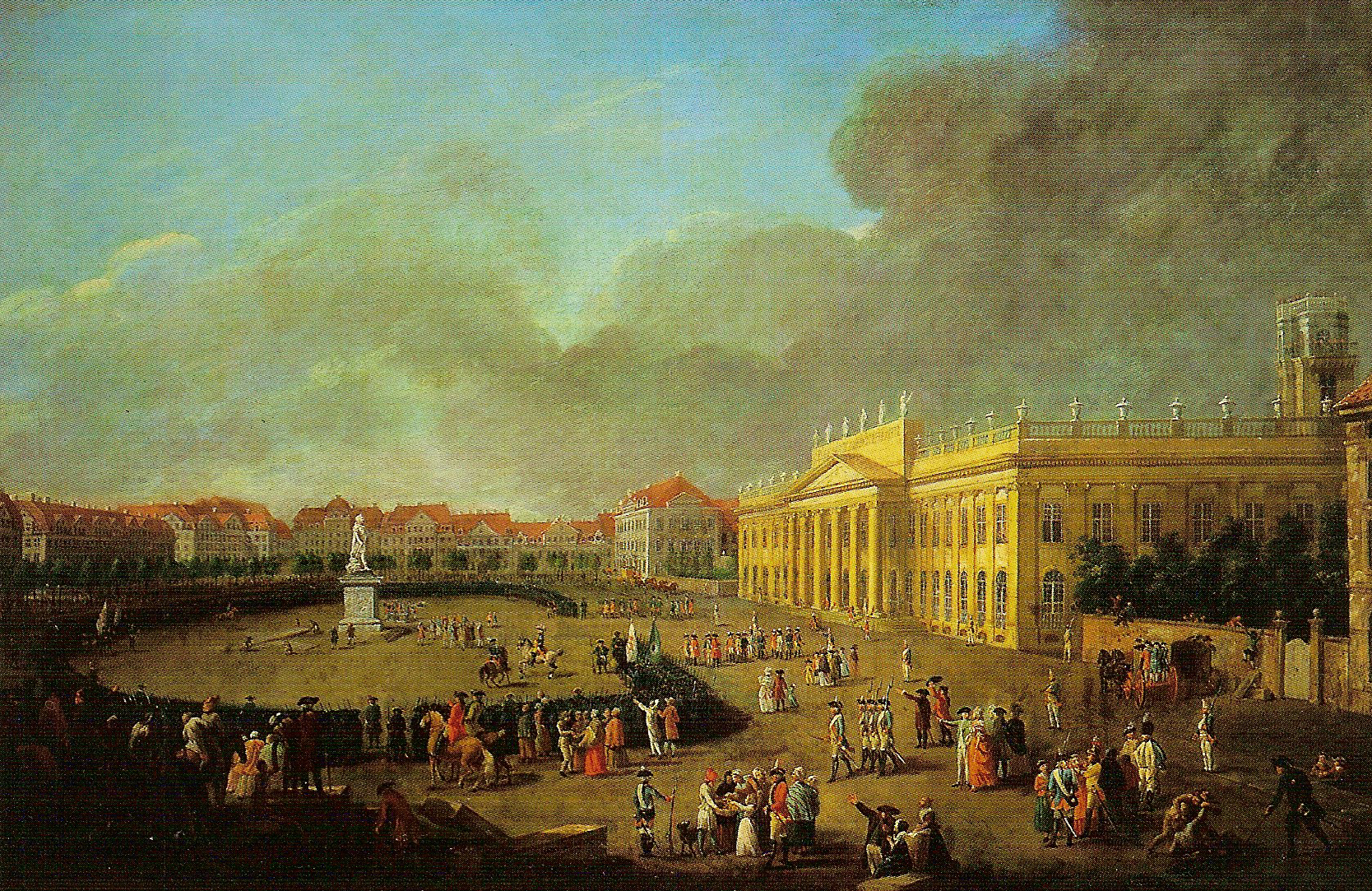
Площадь Фридриха в 1783 году

Центральная площадь Фридриха была распланирована в XVIII веке в стиле барокко. Названа в честь ландграфа Фридриха II. На площади стоит здание в стиле классицизма, возведённое в 1769—1779 годах. Это Фридерицианум — один из первых общедоступных музеев в Европе. Раз в пять лет здесь проходит всемирно известная выставка современного искусства documenta.
На холме к западу от города разбит горный парк Вильгельмсхёэ с княжеской резиденцией Вильгельмсхёэ (1786—1801). Сам дворец с 1956 года занимает Кассельская картинная галерея, ядро которой было составлено правителями Гессен-Касселя в XVIII веке. Неподалёку над струящимися по склонам холма каскадами высится монументальная статуя Геркулеса — неофициальный символ Касселя на протяжении почти трёх веков. Кроме того в парке находится построенный на рубеже XVIII—XIX веков замок Лёвенбург.
Помимо вышеперечисленных, среди музеев Касселя выделяются музей Немецкий музей обоев, дом-музей братьев Гримм и музей естествознания в Оттониуме — здании театра начала XVII века, старейшем во всей Германии, которые в совокупности со статуей Геркулеса образуют промежуточный этап туристического маршрута «Немецкая дорога сказок».

## Экономика
В Касселе находится штаб-квартира компании WINGAS GmbH, совместного предприятия российского концерна «Газпром» (до 14 ноября 2022 года) и немецкого Wintershall, крупнейшего дистрибьютора нефти и газа в ФРГ. WINGAS GmbH занимается реализацией проектов, связанных с транспортировкой и сбытом природного газа.

## Культура
- Выставка современного искусства documenta. Проводится раз в пять лет.
- Фестиваль документального кино и видеоарта «Kasseler Dokfest». Проводится ежегодно.

## Известные люди

### Родились в Касселе

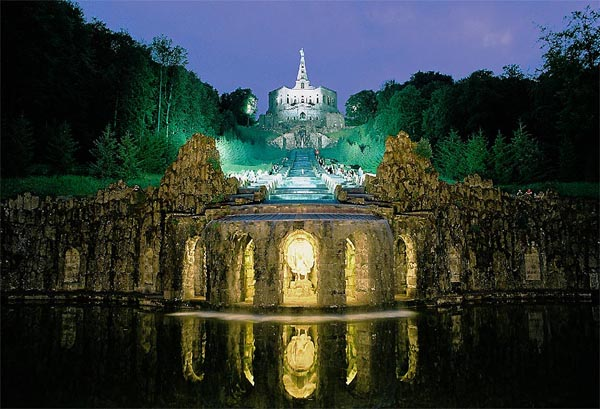
Аллея перед статуей Геркулеса

- Фредрик I Гессенский (1676—1751) — король Швеции с 1720 года, ландграф Гессен-Кассельский (под именем Фридриха I) с 1730 года.
- Конрад Мёнх (1744—1805) — ботаник, профессор Марбургского университета.
- Вильгельм Брейтгаупт (1809—1889) — немецкий артиллерист и изобретатель.
- Франц Розенцвейг (1886—1929) — философ.
- Георг Фридрих Сарториус (1765—1828) — историк, профессор Гёттингенского университета.
- Христоф Роммель (1781—1859) — профессор Марбургского университета.
- Карл Клаус (1835—1899) — зоолог, профессор в Вюрцбурге, Марбурге, Гёттингене и Вене; директор зоологической станции в Триесте.
- Фабиан Менцель (род. 1961) — гобоист.
- Мерьем Узерли (род. 1983) — актриса.
- Паар, Матильда (1849—1899) — немецкая писательница и драматург.
- Лина Фур-Вальдау (1828—1906) — немецкая театральная актриса.
- Адольф Эберт (1820—1890) — писатель и филолог-романист.
- София Юнгганс (1845—1907) — писательница.
- Исраэль Бер Йошафат, он же Пауль Рейтер (1816—1899) — основатель телеграфного агентства «Рейтер».
- Август Саванье (1808—1849) — французский историк.
- Элизабет Зельберт (1896—1986) — немецкая юристка и политик.

## Города-побратимы
| Страна, регион | Город-побратим | Год установления связи |
| -------------- | -------------- | ---------------------- |
| Италия         | Флоренция      | 1952                   |
| Германия       | Митте          | 1962                   |
| Франция        | Мюлуз          | 1965                   |
| Финляндия      | Рованиеми      | 1972                   |
| Швеция         | Вестерос       | 1972                   |
| Германия       | Арнштадт       | 1989                   |
| Турция         | Измит          | 1989                   |
| Израиль        | Рамат-Ган      | 1990                   |
| Турция         | Коджаэли       | 1999                   |

#### Бывшие города-побратимы
- Россия, Ярославль[9] (1988—2022). Из-за нападения России на Украину Кассель приостановил сотрудничество.[10]
- Россия, Новый Уренгой (2005—2022). Из-за вторжения России на Украину Кассель прекратил сотрудничество[9].

## Панорама города

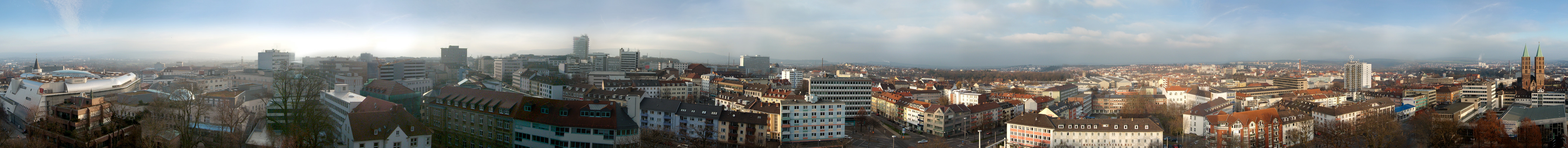
360-градусная панорама Касселя